# عملية بيرجيرون
عملية بيرجيرون وضع هذه النظرية العالم السويدي (تور بيرجيرون), وتفسر هذه النظرية آلية نمو بلورات الجليد في الغيوم الباردة التي تتركب من بلورات جليدية وقطرات ماء فوق مبردة, حيث تنمو بلورات الجليد على حساب قطرات الماء فوق المبردة - نظراً لكون ضغط بخار الماء المشبع فوق السطوح المائية أكبر مما هو عليه فوق السطوح الجليدية ولا سيما في المجال الحراري بين -5 مْ إلى -25 مْ - إلى أن تبلغ حجماً لا يقوى الهواء على حملها مما يجعلها تسقط تجاه سطح الأرض.